# Перелик (нос)
Вижте пояснителната страница за други значения на Перелик.
Носът Перелик (на английски: ’’Perelik Point’’) е свободен от лед тесен морски нос вдаващ се 900 m в протока Нелсън от северната страна на входа в залива Козлодуй на източния бряг на остров Робърт. Разположен 1,4 km северозападно от нос Кичън и 1,2 km югоизточно от нос Христо Смирненски. Свободна от лед площ 14 ха.
Координатите му са: 62°22′33″ ю. ш. 59°21′43″ з. д. / 62.375833° ю. ш. 59.361944° з. д..
Наименуван е на връх Голям Перелик в Родопите. Името е официално дадено на 12 август 2008 г.
Българско картографиране от 2009 г.

## Карти
- Л. Иванов. Антарктика: Остров Ливингстън и острови Гринуич, Робърт, Сноу и Смит. Топографска карта в мащаб 1:120000. Троян: Фондация Манфред Вьорнер, 2009. ISBN 978-954-92032-4-0